# Виенска филхармония
Виенски филхармоници (на немски: Wiener Philharmoniker) е австрийски оркестър, за който се смята, че е сред най-добрите в света.
Домът на Виенските филхармоници се намира в „Музикферайн“. Членовете на оркестъра са избирани от Оркестъра на Виенската държавна опера. Това е дълъг процес, при който всеки музикант трябва да докаже своята способност в поне 3 г. свирене в операта и балета. Вече след това музикантите могат да помолят Съвета на Виенските филхармоници да обмисли тяхното назначаване на позиция във Виенските филхармоници.

## История
Произходът на оркестъра може да се проследи до 1842 г., когато Ото Николай формира Филхармоничната академия, която е напълно независим оркестър, който взема всички свои решения с демократичен вот на всичките си членове. Тези принципи на оркестъра се поддържат и днес.
С оттеглянето на Ото Николай през 1847 г. оркестърът почти се разпада и не е много активен до 1860 г., когато Карл Екерт се присъединява като диригент. Той дава няколко серии от по 4 абонаментни концерта и оттогава оркестърът дава концерти непрестанно.

## Диригенти
Виенските филхармоници нямат главни диригенти. Всяка година членовете на сдружението избират музикант да дирижира всички концерти от съответния сезон във виенската „Музикферайн“. Тези диригенти до 1933 г. са наричани „абонаментни“ (abonnementdirigenten), защото, както е било прието, те дирижират всички концерти, включени в общ абонамент за филхармонията в „Музикферайн“. Някои от тези избори се подновяват за много години, други остават такива само за няколко. В същото време Виенските филхармоници работят и с други диригенти, например на фестивала в Залцбург, за записи или при специални случаи. С разширяване на активностите на оркестъра той решава все пак да смени тази система през 1933 г. Оттогава нататък във Виенските филхармоници е имало само гост-диригенти, наемани само за по 1 концерт, както във Виена, така и другаде.

### Диригенти до 1933 г.
- Ото Николай (1842 – 1848)
- Карл Екерт (1854 – 1857)
- Феликс Десоф (1860 – 1875)
- Ханс Рихтер (1875 – 1882)
- Вилхелм Ян (1882 – 1883)
- Ханс Рихтер (1883 – 1898)
- Густав Малер (1898 – 1901)
- Йозеф Хелмесбергер (1901 – 1903)
- Феликс Вайнгартнер, Едлер фон Мюнцберг (1908 – 1927)
- Вилхелм Фуртвенглер (1927 – 1930)
- Клеменс Краус (1929 – 1933)

### Диригенти от 1933 г.
| - Бруно Валтер - Фриц Буш - Артуро Тосканини - Рихард Щраус - Йозеф Крипс - Вилхелм Фуртвенглер - Ханс Кнапертсбуш - Сър Джон Барбироли - Ерих Клайбер - Карл Бьом - Херберт фон Караян | - Рафаел Кубелик - Дьорд (Джордж) Сел - Карл Шурихт - Карлос Клайбер - Волфганг Савалиш - Карло Мария Джулини - Ленард Бърнстейн - Сейджи Озава - Клаудио Абадо - Джеймс Ливайн - Зубин Мета | - Лорин Маазел - Саймън Ратъл - Мстислав Ростропович - Андрѐ Превен - Джузепе Синополи - Вацлав Нойман - Рикардо Мути - Жорж Претър - Валери Гергиев - Николаус Харнонкурт - Пиер Булез | - Джон Елиът Гардинър - Роджър Норингтън - Марчело Виоти - Кристиян Тилеман - Франц Велзер-Мьост - Даниел Гати - Гилберт Каплан - Марис Янсонс - Симон Янг |

## Обвинения в сексизъм и расизъм
Оркестърът често е критикуван за това, че е имал или че има малко или никакви жени изпълнителки и въобще никакви други музиканти освен бели мъже.
В последно време оркестърът може да се похвали, че е бил дирижиран от жена, има назначени последователно няколко жени в състава му.
През 2008 г., след проведен конкурс, за концертмайстор на Виенските филхармоници е приета българската цигуларка Албена Данаилова . За първи път в историята на Виенската филхармония тя участва в Новогодишния концерт на 1 януари 2009 г. на концертмайсторския пулт.
За да се придобие представа за вътрешните настроения в оркестъра, може да се имат предвид следните изказвания:
През 1970 г. Ото Щрасер, предишен ръководител на Виенските филхармоници, пише в своите мемоари:
| "Не приемам за правилно, че в наши дни кандидатстващите свирят зад параван; това разпореждане дойде вследствие на Втората световна война, за да подсигури обективните критерии. Аз продължително се борих срещу това, особено когато станах председател на Виенските филхармоници, защото съм убеден, че към музиканта принадлежи и човекът, и той не само трябва да бъде чут, но също и видян, така че да може да се прецени цялата негова личност. [...] Дори гротескната ситуация, която се случи след моето оттегляне, не успя да промени нещата. Кандидат се представи най-добре и когато параванът беше вдигнат, пред смаяното жури стоеше японец. Той обаче не беше нает, защото неговото лице не пасва с ‘Пицикато полка’, която се изпълнява на новогодишния концерт." |

Първият флейтист на Виенските филхармоници Дитер Флури казва следното в интервю по радиото през 1996 г.:
| "Още от самото начало говорихме за специалните качества на виенчани, на специалната музика, която се прави тук. Начинът, по който правим музика, е не само техническа способност, но също нещо, което се отнася до душата. Душата не позволява да се откъсне от културните корени, които ние имаме тук в Централна Европа. И също не позволява да бъде разделена от рода (в английския текст думата е gender, която е малко по-различна от българското пол, което е на английски sex). Така че, ако някой смята, че светът трябва да функционира на базата на квотни регулации, то тогава е естествено дразнещо, че ние сме група от бели мъже музиканти, които изпълняват предимно музика от бели мъже композитори. Това е раздразнение от расизма и сексизма. [...] Ако някой постави повърхностен егалитаризъм, този някой ще загуби нещо много съществено. Затова смятам, че е справедливо да се приеме това раздразнение, защото нещо, произведено от повърхностно разбиране на човешките права, няма да има същите стандарти." |

През 2003 г. член на оркестъра казва в интервю за списание:
| „Три жени са вече твърде много. И когато накрая имаме до 20%, оркестърът ще бъде напълно разрушен. Ние направихме голяма грешка и сега горко ще съжаляваме.“ |